# Khang Nghĩa
Khang Nghĩa (tiếng Trung giản thể: 康义, bính âm Hán ngữ: Kāng Yì, sinh tháng 8 năm 1966, người Hán) là chính trị gia nước Cộng hòa Nhân dân Trung Hoa. Ông là Ủy viên dự khuyết Ủy ban Trung ương Đảng Cộng sản Trung Quốc khóa XX, hiện là Bí thư Đảng tổ, Cục trưởng Cục Thống kê Quốc gia.
Khang Nghĩa là đảng viên Đảng Cộng sản Trung Quốc, học vị Cử nhân Kinh tế học, chức danh Kinh tế sư cấp cao. Ông có 30 năm sự nghiệp trong ngành tài chính ngân hàng trước khi được điều chuyển tới các cơ quan, tổ chức khác.

## Xuất thân và giáo dục
Khang Nghĩa sinh vào tháng 8 năm 1966 tại huyện Song Phong, nay thuộc địa cấp thị Lâu Để, tỉnh Hồ Nam, Cộng hòa Nhân dân Trung Hoa. Ông lớn lên và tốt nghiệp cao trung ở Song Phong, thi cao khảo vào năm 1984 và đỗ Đại học Tài chính Kinh tế Thượng Hải, tới trực hạt thị này để theo học hệ kinh tế học từ tháng 9 cùng năm, rồi tốt nghiệp cử nhân chuyên ngành này vào tháng 7 năm 1988. Ông được kết nạp Đảng Cộng sản Trung Quốc vào tháng 7 năm 1986 khi đang là sinh viên năm thứ 3 của trường Tài Kinh Thượng Hải.

## Sự nghiệp

### Ngân hàng
Tháng 7 năm 1988, sau khi tốt nghiệp Tài Kinh Thượng Hải, Khang Nghĩa được nhận vào Ngân hàng Xây dựng Trung Quốc (CCB), được phân tới Hồ Bắc công tác ở CCB chi nhánh tỉnh này, bắt đầu ở vị trí khoa viên Phòng Đánh giá dự án. Trong giai đoạn đầu, ông dần dần được nâng ngạch phó khoa, trưởng khoa, dần thăng chức là Phó Trưởng phòng Đánh giá dự án, được điều chuyển làm Phó Bí thư Đảng ủy, Phó Hành trưởng CCB chi nhánh Tam Hiệp ở Nghi Xương. Sau đó, ông công tác ở đây những năm 2000, thăng chức là Bí thư Đảng ủy, Hành trưởng chi nhánh, về chuyên môn thì nhận chức danh Kinh tế sư cấp cao. Tháng 3 năm 2004, Khang Nghĩa được bổ nhiệm làm Phó Bí thư Đảng ủy, Phó Hành trưởng CCB Hồ Bắc, được 3 năm cho đến tháng 4 năm 2007 thì chuyển đến Cam Túc nhậm chức Bí thư Đảng ủy, Hành trưởng CCB Cam Túc. Đến cuối năm 2009, ông tiếp tục được điều chuyển, lần này tới Phúc Kiến giữ chức Bí thư Đảng ủy, Hành trưởng CCB Phúc Kiến. Sau đó, tháng 4 năm 2011, ông được điều trở về hội sở, nhậm chức Giám đốc bộ phận đầu tư và tiết kiệm cá nhân, rồi sau đó là Giám đốc bộ phận nghiệp vụ công ty, Tổng giám nghiệp vụ bán buôn giai đoạn 2011–16. Sáng tháng 11 năm 2016, ông được điều tới Ngân hàng Nông nghiệp Trung Quốc, nhậm chức Phó Hành trưởng, Ủy viên Đảng ủy ngân hàng này.

### Cấp cao
Vào tháng 1 năm 2018, sau 30 năm công tác trong các ngân hàng thương mại, Khang Nghĩa được điều tới Thiên Tân, nhậm chức Phó Thị trưởng, Thành viên Đảng tổ Chính phủ Nhân dân thành phố Thiên Tân. Sau đó 4 năm, ông được điều về trung ương, giữ vị trí Bí thư Đảng tổ, Cục trưởng Cục Thống kê Quốc gia, cấp phó bộ trưởng. Cuối năm 2022, ông tham gia Đại hội Đảng Cộng sản Trung Quốc lần thứ XX từ đoàn đại biểu khối cơ quan trung ương Đảng và Nhà nước. Trong quá trình bầu cử tại đại hội, ông được bầu là Ủy viên Ủy ban Trung ương Đảng Cộng sản Trung Quốc khóa XX.